# Вампиры (телесериал)
«Вампиры» (англ. Vampires) — телесериал в жанре ужасов о сверхъестественном 2020 года на французском языке, созданный Бенджамином Дюпа и Изора Пизани-Ферри с Улайей Амамрой, Сюзанной Клеман, Алёшей Шнайдер, Кейт Моран, Муниром Амамрой и Жюльет Кардински.
Сюжет вращается вокруг Дойны (Улайя Амамра), девушки-вампира, которая подавляет свои вампирские наклонности, принимая таблетки, и которая живёт со своей матерью Мартой (Сюзанна Клеман).
Сериал был выпущен 20 марта 2020 года на Netflix.

## Сюжет
Вампиры существуют, они повсюду, они среди нас. В Париже живет семья Радеску. Дойна обнаружила в возрасте 16 лет, что стала вампиром. Это открытие изменяет повседневную жизнь этой семьи. Дойна должна научиться жить с двойной природой: наполовину человек и наполовину вампир.

## В ролях
- Кейт Моран — Ксила
- Мунир Амамра — Андре
- Пьер Лоттен — Ред
- Джульетт Кадински — Ирина
- Улайя Амамра — Дойна
- Сюзанна Клеман — Марта
- Бетрис Ринг — Ксила
- Билел Шеграни — Моджи
- Тео Хакола — Габор
- Айуми Ру — Кларисса
- Джалал Алтавил — Стен
- Мао Молларе